# Cal Xavalla
Cal Xavalla és una obra del municipi de Fulleda (Garrigues) inclosa en l'Inventari del Patrimoni Arquitectònic de Catalunya.

## Descripció
Es tracta d'un petit edifici de gust modernista. És una casa de planta baixa, primer pis i golfes, tota arrebossada de blanc amb detalls destacats en vermell i el sòcol d'aplacat de pedra. És una façana de gran harmonia, cada obertura té una forma i mida diferent de la resta, això la fa força plàstica. Destaquen les ornamenacions del balcó i la cornisa feta de rajoles. La construcció s'ha mantingut fins avui intacte però resta una mica malmesa, sobretot a la zona baixa de la façana.

## Història
La família conserva gran quantitat d'objectes antics de diversos usos que tenen col·locats per la casa, sobretot al vestíbul on hom té la sensació d'estar en un petit museu.